# Erste Internationale Dada-Messe

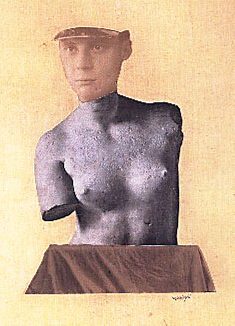
Johannes Theodor Baargeld: Typische Vertikalklitterung als Darstellung des Dada Baargeld, 1920, Kunsthaus Zürich, Graphische Sammlung. Diese verfremdete Venus-von-Milo-Darstellung wurde in der Ausstellung gezeigt.

Die Erste Internationale Dada-Messe war eine von Dadaisten organisierte Ausstellung. Sie fand vom 30. Juni bis zum 25. August 1920 in Berlin statt und wurde von der Galerie Dr. Otto Burchard veranstaltet. Die Messe war mit ihren Ausstellungsobjekten eine Absage an die bürgerliche Kultur, bildete jedoch eine Dokumentation künstlerischer Kreativität, welche die Dada-Revolte freigesetzt hatte und deren Impulse die weitere Entwicklung der modernen Kunst inspirierten. Als Beispiele sind die Pop Art, die Konzeptkunst und die Objektkunst sowie der sich von Paris aus den Ideen und meist spontanen Arbeitstechniken der Dadaisten entwickelnde Surrealismus zu nennen, indem von den Pariser Dadaisten diese Techniken systematisiert wurden.

## Vorgeschichte

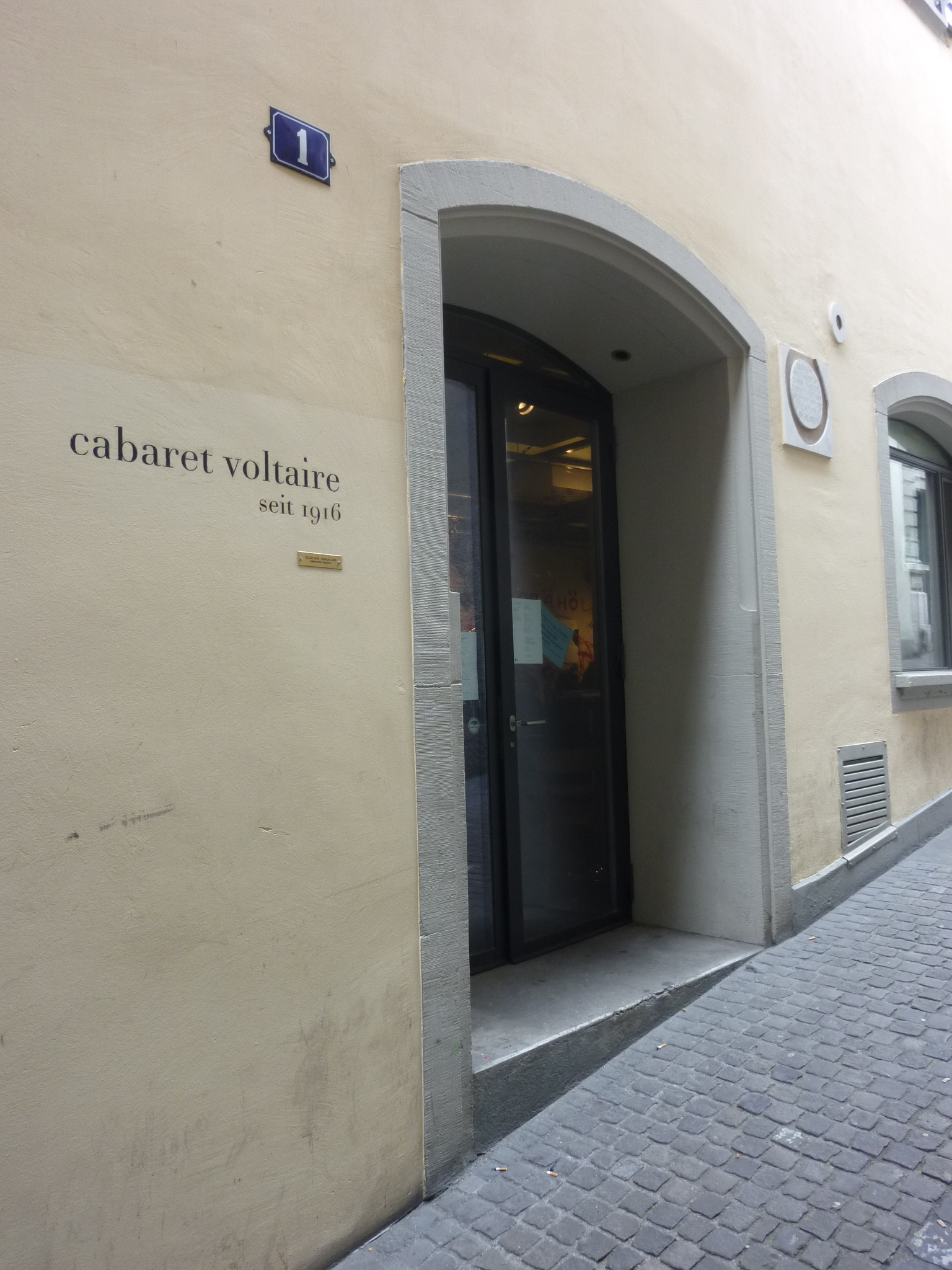
Das cabaret voltaire, Zürich, 2011

Am 5. Februar 1916 gründeten Hugo Ball und Emmy Hennings, die, bedingt durch den Ersten Weltkrieg, in die neutrale Schweiz emigriert waren, in einer Zürcher Bar das Cabaret Voltaire – benannt nach dem Philosophen Voltaire, in dessen Auffassung von Gesellschaft als „ce théâtre et d’orgueil et d’erreur“ (diese Bühne von Hochmut wie von Irrtum) die Dadaisten einen kritischen Ansatz sahen, den sie als antideutschen Effekt nutzten – um über einen Ort für ihre Veranstaltungen und Ausstellungen zu verfügen. Hier trafen erstmals Hans Arp, Sophie Taeuber, Richard Huelsenbeck, Marcel Janco und Tristan Tzara zusammen; diese Begegnungen werden heute als der Beginn von Dada angesehen.
Das Cabaret, das ungefähr sechs Monate bestand, war eine Mischung aus Kunstsalon und literarischem Kabarett; dort trafen sich junge Dichter und Künstler, die ihre Werke vortrugen, ihre Bilder zeigten oder musizierten. Nach dem Ersten Weltkrieg entstanden in Frankreich, Deutschland und in den Vereinigten Staaten erste Dada-Galerien, Dada-Zeitschriften wurden herausgegeben und Dada-Manifeste veröffentlicht. Unabhängig von Zürich folgte in New York eine Freundesgruppe, der Marcel Duchamp, Francis Picabia, Man Ray und andere angehörten, mit ähnlichen Gedanken der Vorstellung, die herkömmliche Malerei von der allzu starken Verherrlichung der persönlichen Handschrift zu befreien, und „stellten ihr eine Ideenkunst entgegen, bei der, wie bei den Ready-mades von Duchamp, die handwerkliche Leistung des Künstlers überhaupt ausbleiben konnte.“ In Köln veranstalteten Hans Arp und Max Ernst erste dadaistische Versammlungen. In Berlin gründeten Richard Huelsenbeck, der 1917 das Wort Dada von Zürich nach Berlin mitgebracht hatte, und Raoul Hausmann im Januar 1918 den Club Dada: eine lose Gruppe ohne Regeln, Satzungen, Statuten oder festes Programm. Mitglieder waren unter anderen die Künstler George Grosz, Hannah Höch und John Heartfield, sowie zeitweilig Franz Jung, Walter Mehring und Erwin Piscator. In diesem Umfeld tat sich der von Wieland Herzfelde begründete Malik-Verlag mit der Veröffentlichung diverser, meist kurzlebiger Dada-Zeitschriften wie Jedermann sein eigner Fussball und Die Pleite hervor. In Die Pleite wurden einige von Grosz’ Karikaturen und Hausmanns Aufsätzen veröffentlicht. Hausmann verfolgte dabei eine politisch-ästhetische Programmatik, die er in Manifesten betonte. Dabei ging er vor allem die Expressionisten an, indem er fragte: „Ist denn auch nur eins ihrer Kunstwerke lebendiger als eine Ankleidepuppe? Was, Herr Nachbar, Sie sagen der Geist im Kunstwerk? Ich pfeife auf diesen blöden Blick! Die Phantasie der Brennschere, des Heißlufthaartrockners und elektrischen Bügeleisens ist notwendiger als die Phantasie des Künstlers.“
Der Berliner Dadaismus bildete keinen Abklatsch der Zürcher Gruppe – die Nachkriegssituation war mit der Schweiz nicht vergleichbar – vielmehr bildeten die Berliner Dadaisten in Literatur und Bildender Kunst in ihrem illusionslosen Kriegsbild einen Gegensatz zur Mehrheit der Expressionisten, die den Weltkrieg als Gottesgericht und Läuterung der Menschheit auf dem Weg zum irdischen Paradies ansahen. Die radikale Verweigerung von „Sinn“ war zudem eine gegen den Expressionismus gerichtete Forderung.

## Die Dada-Messe
„Sonne, Mond und Sterne bestehen noch – obwohl wir sie nicht mehr anbeten. Gibt es unsterbliche Kunst, so kann sie nicht daran sterben, daß der Kunstkult gestürzt wird.“

Raoul Hausmann und Hannah Höch
 Externer Weblink !
- Foto: Vor einer Ausstellungswand

Nach einigen Dada-Tourneen durch Dresden, Leipzig, Prag, Karlsbad, Hamburg und Teplitz-Schönau im Frühjahr 1920 begann die Organisation der Dada-Messe, die zugleich die letzte öffentliche Formwerdung von Berlin-Dada werden sollte. Die Hauptveranstalter der Ausstellung waren „Marshall“ George Grosz, „Dadasoph“ Raoul Hausmann und „Monteurdada“ John Heartfield. Die Dadaisten hatten kein formuliertes Programm, waren sich jedoch weitgehend in dem Punkt einig, dass eine aktionistische Anti-Kunst geschaffen werden sollte, in deren Folge die bürgerliche Kultur zerschlagen würde. Die Dada-Messe sollte zum Brennspiegel von Dada Berlin werden, der die aktionistischen Impulse in einem gesamtkünstlerischen Raum bündelte.
Ebenso sagten die Dadaisten den etablierten Kunstformen den Kampf an. Durch eine ironische Synthese von Primitivem, Banalem und moderner Technik versuchten sie die Sinnlosigkeit von Logik, Intellekt und bürgerlicher Kultur zu verdeutlichen. Lärmmusik, Simultanvorträge, Zufallsgedichte, Fotomontagen und Collagen aus Zeitungsausschnitten, Fotos und Alltagsgegenständen gehörten zu ihren Ausdrucksmitteln.
Der Ausstellungskatalog
 Externer Weblink !
- Umschlag des Ausstellungskatalogs mit der Abbildung des von Grosz und Heartfield montierten Korrigierten Meisterbildes

Die Veranstalter gewannen Otto Burchard, Galerist und Leiter einer Filiale des Kunsthandels van Diemen, zur Mitarbeit; er wurde zum „Finanzdada“ ernannt.
Burchard stellte die Räume seiner Galerie im Hinterhof des Hauses am Lützow-Ufer 13 ⊙ zur Verfügung. Eigens für die Presse wurde ein Fotograf bestellt, der die Eröffnung der Messe mit Aufnahmen nachinszenierte, die die Aussteller vor ihren Werken zeigten. 
Der großformatige, in seiner Erscheinung an eine Zeitung erinnernde vierseitige Katalog erschien vierzehn Tage nach Eröffnung der Ausstellung. Verzeichnet wurden 174 dadaistische „Erzeugnisse“ von insgesamt 27 Ausstellern. Die Titelseite zeigte John Heartfields Leben und Treiben in Universal-City, 12 Uhr 5 mittags. Die Innenseiten enthielten eine von Raoul Hausmann verfasste Kritik, in der die Ausstellung im Vorfeld zerrissen wurde, „sowie zwei Abbildungen von korrigierten Meisterwerken nach Picasso und Rousseau, signiert mit ‚Grosz-Heartfield mont.‘“ Das „mont.“ steht für „pinx.“ (lateinisch pinxit = gezeichnet) und bedeutet nicht nur in einer Collagetechnik montiert, sondern nimmt auch Bezug auf die Kleidung des „Monteurdada“, der immer in einem blauen Monteuranzug herumlief, denn er betrachtete sich nicht als Künstler, sondern als Techniker. Wenig später sah Bertolt Brecht sich als „Ingenieur“ und zog den Vergleich vom Aufbau eines Dramas zum Konstruktionsplan eines Autos.
Die Kunst ist tot. Es lebe die neue Maschinenkunst Tatlins
 Externer Weblink !
- Foto: Die Kunst ist tot … George Grosz und John Heartfield vor ihrem wildgewordenen Spießer Heartfield

Die Gleichsetzung von Kunst und Technik war eine Absage an die Vorstellung, Kunst sei eine geniehafte Schöpfung. Maschinen statt Seelen, objektive Materialien an Stelle individueller Pinselführung – so lautete das von den Dadaisten vertretene Programm. Mit einem großen Pappschild, auf dem Die Kunst ist tot. Es lebe die neue Maschinenkunst Tatlins stand, ließen sich Grosz und Heartfield auf der Messe vor dem wildgewordenen Spießer Heartfield, einer gemeinsam umgestalteten Schneiderpuppe, fotografieren. Als Kopf diente der Puppe eine Glühbirne, zwischen den Beinen war ein Gebiss eingeklemmt, und auf der Brust prunkte neben rostigem Essbesteck der Schwarze Adlerorden, auf dem Bauch die Nummer „27“. Der Spießer Heartfield, so die Aussage, ist „kein Mensch mit Verstand, sondern manipulierbar. Sein Gehirn kann nach Belieben an- und ausgeknipst werden.“ Eine Klingel ersetzte den linken Arm, den rechten ein Revolver.

### Die Künstler

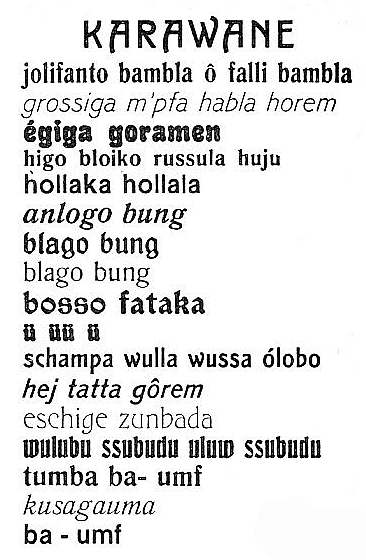
Karawane von Hugo Ball, 1917

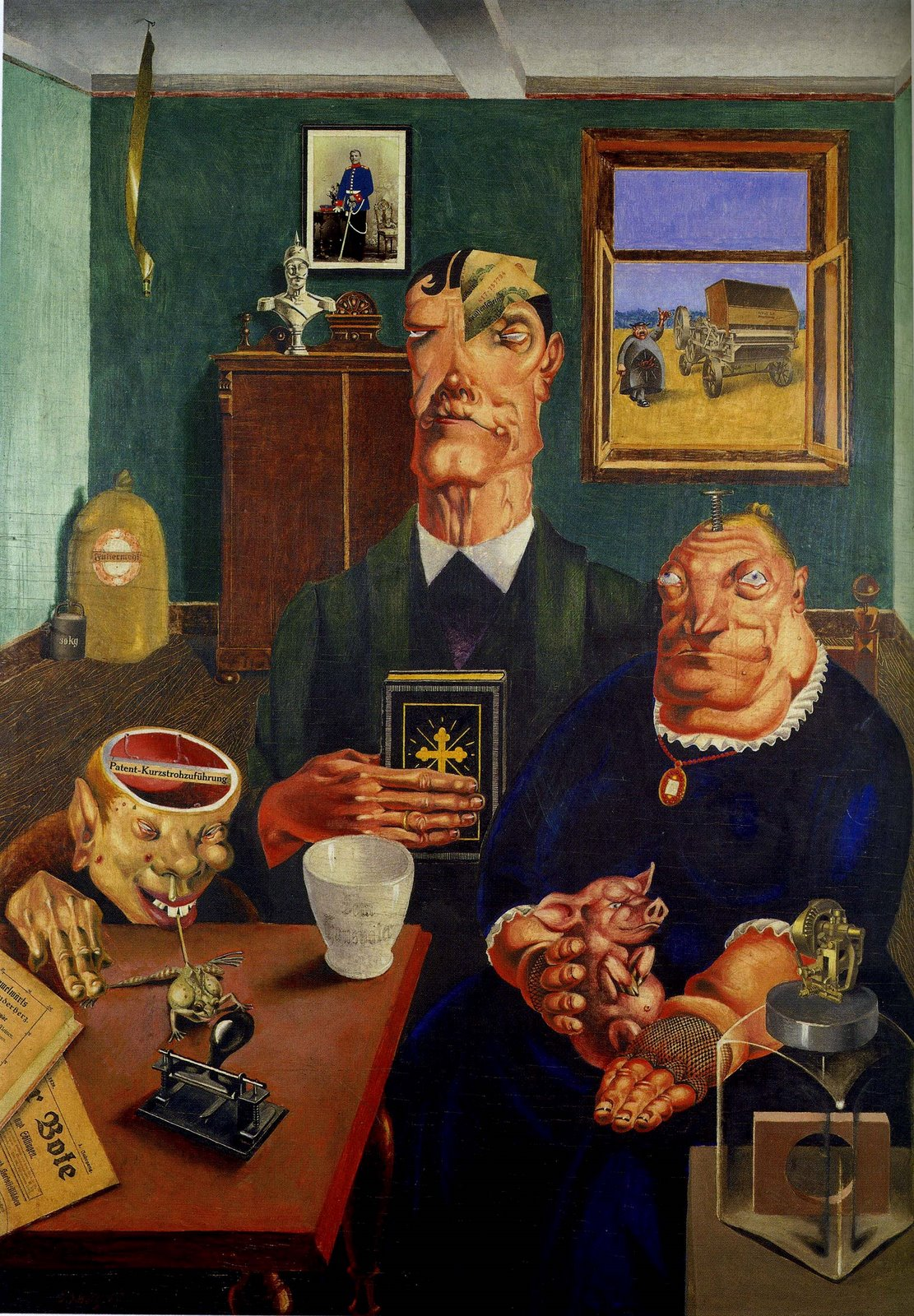
Industriebauern von Georg Scholz, 1920

Nicht nur die Urdadaisten, wie die Veranstalter sowie Johannes Baader und Hannah Höch, waren auf der Ausstellung vertreten, zudem zeigten Hans Arp, „Dadamax“ Max Ernst, der „Zentrodada“ Johannes Theodor Baargeld, Alois Erbach, Rudolf Schlichter, Georg Scholz, Fritz Stuckenberg, Hans Heinz Stuckenschmidt und Otto Dix ihre Werke. Ebenso wie Francis Picabia, der Gemälde und seine 1917 erschienene Zeitschrift 391, die in Titel und Aufmachung bewusst auf die hauseigene Zeitschrift der Galerie 291 anspielte, präsentierte, beteiligte sich Richard Huelsenbeck als Autor mit seinem dadaistischen Roman Deutschland muß untergehen. Walter Serner stellte ein Fotoporträt aus, und Hugo Balls Gedicht Karawane war auf einem Blatt des Dadaco, ein geplanter, aber niemals realisierter Dadaistischer Handatlas, abgedruckt; lediglich Kurt Schwitters, der Huelsenbeck als „bürgerlich-romantischer Spinner“ galt, wurde die Beteiligung an der Messe untersagt. Man Ray, Marcel Duchamp und Tristan Tzara waren ebenfalls nicht vertreten.
Den internationalen Anspruch der Ausstellung, den die Veranstalter verfolgten, repräsentierte Ben Hecht, ein Freund von Grosz und Kriegskorrespondent der Chicago Daily News und damit ein Vertreter der Neuen Welt. Daneben stellten die Familienmitglieder der Künstler mit aus, so Max Schlichter, ein Bruder von Rudolf Schlichter, der das prominente Künstlerrestaurant „Willys“ am Kurfürstendamm unterhielt. Ferner steuerte Maud Grosz, die Frau von George Grosz, die ersten „dadaistischen Kissen“ bei, und der Musikkritiker Hans Heinz Stuckenschmidt war mit fünf Collagen vertreten. Für die „Jugendgruppe Dada“ stellte Hans Citroen, der damals 14-jährige Bruder von Paul Citroen, vier Werke aus.

### Die Räume und die ausgestellten Werke
Eröffnung der Dada-Messe
 Externer Weblink !
- Foto: Der hängende Preussische Erzengel. Von links nach rechts: Raoul Hausmann, Hannah Höch (sitzend), Otto Burchard, Johannes Baader, Wieland Herzfelde, Margarete Herzfelde, Dr. Oz (Otto Schmalhausen), George Grosz und John Heartfield.

„Nieder die Kunst – Dilettanten erhebt Euch gegen die Kunst!“

Die Ausstellung bestand aus zwei Räumen. Im Hauptraum hingen an einer Seite riesige Fotoporträts, mit denen sich die drei Veranstalter als Dada-Agitatoren vorstellten. Plakate verkündeten ihre Parolen wie beispielsweise: Nehmen Sie DADA ernst, es lohnt sich, Dada ist GROSS und John Heartfield ist sein Prophet, Die Kunst ist tot. Zwischen diesen hingen Gemälde, Druckbögen, Collagen, Buchumschläge, Aquarelle, Zeichnungen, Dada-Zeitungen, Plakate und Reklameentwürfe, wobei kein Unterschied zwischen Original oder Gedrucktem gemacht wurde. Die Wände waren von der Fußleiste bis zur Decke dicht mit Bildern, die sich teilweise überlappten, bestückt. Von der Decke hing Der Preussische Erzengel (Deckenplastik) von Heartfield und Schlichter in die Mitte des Raumes, eine ausgestopfte Offiziersuniform mit einem Messer im Ärmel und einer Schweinemaske statt eines Gesichts; um den Bauch gebunden trug die Figur die Botschaft „Vom Himmel hoch da komm’ ich her“.
Werke der Ausstellung
 Externe Weblinks !
George Grosz
- Deutschland ein Wintermärchen, 1918 (verschollen)

Otto Dix
- 45% Erwerbsfähig! (verschollen)

Johannes Baader
- Das große Plasto-Dio-Dada-Drama

Hannah Höch
- Da-Dandy 1919
- Schnitt mit dem Küchenmesser. Dada durch die letzte Weimarer Bierbauchkulturepoche Deutschlands 1919

Max Ernst
- Erectio sine qua non 1919

Zwei Ölgemälde, die den zeitgenössischen deutschen Spießer und den Militarismus verunglimpften, dominierten den Hauptraum. Das eine war das zwischen 1917 und 1919 entstandene Bild Deutschland ein Wintermärchen von George Grosz; das Werk ist verschollen. Es zeigte einen sich an Messer und Gabel krampfhaft festhaltenden dicken „Spießbürger“, mitten unter dem Tumult aus  Mord, Prostitution und Schieberei. Die drei Stützen der Gesellschaft – Kirche, Militär und Schule –, „die Grosz jedoch eindeutig pervertiert darstellt, geben […] dem Bild Halt.“ Das zweite Bild hing auf der quer gegenüberliegenden Wand, es stammte von Otto Dix und trug den Titel: 45% Erwerbsfähig! Es zeigte „die in jenen Tagen allgegenwärtigen Kriegskrüppel unter dem Kommando eines Unteroffiziers, der mit Stolz Das Eiserne Kreuz trägt.“
Johannes Baader stellte im Hauptraum die Erzeugnisse – von Kunstwerken wollten die Dadaisten nicht sprechen – Reiseausstattung des Oberdada bei seiner ersten Flucht aus dem Irrenhaus, am 17. September 1899. (Dada Reliquie. Historisch), HADO = Handbuch des Oberdadaismus, Entwurf zu einem Tierparadies im Jardin d’Acclimation, Paris aus. Im kleinen Nebenraum war Das große Plasto-Dio-Dada-Drama mit seinem Untertitel Deutschlands Groesse und Untergang durch Lehrer Hagendorf oder Die phantastische Lebensgeschichte des Oberdada, ein fünfstöckiges „Drama“ mit den Geschossen I: Die Vorbereitung des Oberdada; II: Die metaphysische Prüfung; III: Die Einweihung; IV: Der Weltkrieg; V: Weltrevolution; Ueberstück: Der Cylinder schraubt sich in den Himmel und verkündet die Wiederauferstehung Deutschlands durch Lehrer Hagendorf und sein Lesepult. Ewig. aufgestellt.
Hannah Höch stellte Schnitt mit dem Küchenmesser. Dada durch die letzte Weimarer Bierbauchkulturepoche Deutschlands und Da-Dandy, beides Werke aus dem Jahre 1919, sowie eine Dada-Rundschau aus demselben Jahr aus. Rudolf Schlichter zeigte „verbesserte“ Fassungen der Venus von Milo sowie des Apoll von Belvedere und Johannes Theodor Baargeld das Bild für aufgeregte Expressionisten. Ein Gipsabdruck der Totenmaske Ludwig van Beethovens war von Otto Schmalhausen mit unordentlichem Haar, einem dicken Schnurrbart und leicht schielenden Augen versehen worden, und „sollte daran erinnern, daß der gefeierte Komponist ein schwieriger Mensch war, der, taub und psychisch […] krank, völlig vereinsamt starb.“ Max Ernst, der zweite Vertreter des Köln-Dada neben Baargeld, stellte Erectio sine qua non aus.

### Reaktionen
Die Messebesucher waren zum großen Teil empört über die ausgestellten Werke, so schrieb ein anonymer Besucher in der Deutschen Tageszeitung: „[…] Es liegt System darin, das deutsche Gemüt, das deutsche Herz und die deutsche Seele mit Gewalt zu vergiften.“ Der Schriftsteller und Journalist Kurt Tucholsky sah Dada als „Krampf“ an: „Man ist von neun bis sieben Uhr ununterbrochen zersetzend lustig und satirisch aufgelegt. Ein Dadaismus gegen drei Mark und dreißig Pfennige Entree.“ Tucholsky nahm aber Grosz aus: „Dieser eine, um den sich der Besuch lohnt, ist George Grosz, ein ganzer Kerl und ein Bursche voll unendlicher Bissigkeit […] Seine Mappe Gott mit uns sollte auf keinem bürgerlichen Familientisch fehlen – seine Fratzen der Majore und Sergeanten sind infernalischer Wirklichkeitsspuk. Er allein ist Sturm und Drang, Randal, Hohn und – wie selten: Revolution.“
Gertrud Alexander hatte die KPD-Mitglieder Grosz und Heartfield bereits wegen ihres Kunstlump-Pamphlets in der kommunistischen Zeitung Die Rote Fahne angegriffen; sie verschärfte den Angriff in der Ausgabe vom 25. Juli 1920, indem sie die Arbeiter vor derartigen Perversitäten warnte, die in der Messe ausgestellt waren und sprach den Dadaisten das Recht ab, sich Kommunisten zu nennen.
Der mit der Bewegung sympathisierende Adolf Behne sah die Messe positiv: „Dada zeigt die Welt 1920. Viele werden sagen: so scheußlich sei sie selbst 1920 nicht. Es ist so: Der Mensch ist eine Maschine, die Kultur sind Fetzen, die Bildung Dünkel, der Geist ist Brutalität, der Durchschnitt ist Dummheit und Herr das Militär.“

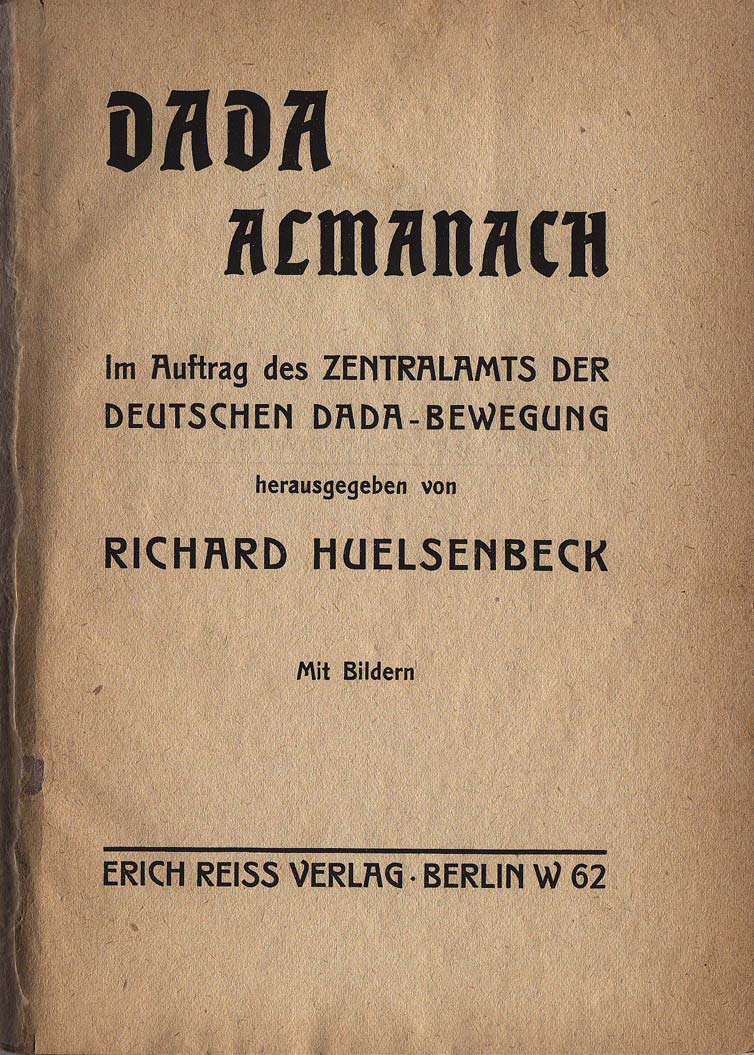

Die Akteure selbst zogen Bilanz und wurden die Historiografen ihrer eigenen Bewegung. Bereits im selben Jahr erschienen vier Schriften Huelsenbecks: Dada siegt. Eine Bilanz des Dadaismus; Deutschland muß untergehen. Erinnerungen eines alten dadaistischen Revolutionärs; En avant Dada. Eine Geschichte des Dadaismus sowie der Dada Almanach mit dem selbstbewussten Resümee in der Einleitung: „[…] Dada stirbt nicht an Dada. Sein Lachen hat Zukunft.“
Am 21. April 1921 erschien im Berliner Tageblatt die Schlagzeile: „Die Auswüchse der Dada-Messe. Ein Prozeß wegen Beleidigung der Reichswehr. – Der Oberdada vor Gericht.“ Und weiter hieß es: „Der Zeuge Hauptmann Mathäi, der die Ausstellung besucht hat, hat den Eindruck gewonnen, daß die Ausstellung eine systematische Hetze gegen die Offiziere und die Mannschaften des Heeres darstelle.“ Das Reichswehrministerium hatte einen Prozess angestrengt wegen Beleidigung der Reichswehr, Anlass waren Grosz’ Mappe Gott mit uns und der ausgestopfte Soldat mit dem Schweinekopf, entworfen von Schlichter und Heartfield. Weiterhin wurde ein ebenfalls ausgestopfter Frauenrumpf von Grosz und Heartfield inkriminiert, der ein Eisernes Kreuz am Hinterteil trug. Im Gerichtsverfahren versuchte die Verteidigung, die Kunstaktionen der Angeklagten als Dummejungenstreiche herunterzuspielen –  mit Erfolg. Das Gericht ließ die Soldatenpuppe straffrei als 'Bierulk' durchgehen und verhängte lediglich Geldstrafen wegen des Frauenrumpfs von 300 RM gegen Grosz und von 600 RM gegen den Verleger Wieland Herzfelde, Malik-Verlag.
Kurt Tucholsky zeigte sich enttäuscht über das Verhalten der Angeklagten mit Ausnahme Herzfeldes, die keinen Einsatz im Prozess nach dadaistischer Manier boten. Er schrieb über die Angeklagten: „Im übrigen glich das Unternehmen dem Kapp-Putsch: einen Führer hatte es nicht. Niemand von den Jungens war derjenige gewesen, der die Fensterscheibe eingeworfen hatte. […] Was Grosz angeht, so weiß ich nicht, ob die Schlappheit seiner Verteidigung darauf zurückzuführen ist, daß er nicht sprechen kann. Er sagte kein Wort, das auch nur einem Strich seiner Blätter adäquat gewesen wäre. […] Die Verteidigung war im großen ganzen darauf gerichtet, bei Grosz als Spaß hinzustellen, was bitterster und bester Ernst ist. Fritz Grünspach, der gleichermaßen Zeichner und Gezeichnete verteidigen kann, war geschickt genug, nicht den starken Angriff auf Kaisers Geist, sondern auf dessen Auswüchse in den Vordergrund zu schieben. Sein Plädoyer rettete Grosz den Kragen und war vernichtend für ihn und seine Freunde. So sieht eure Verteidigung aus? Ihr habt es nicht so gemeint?“
Raoul Hausmann resümierte in seinem 1972 veröffentlichten Buch Am Anfang war Dada enttäuscht und reflektierte auf Pop Art und Neo-Dada: „Man zeigte alle möglichen Kühnheiten in Material, Auffassung, Erfindung, die heute noch nicht von NeoDADA oder Popart übertroffen sind – aber das Publikum machte nicht mit, keiner wollte mehr DADA sehen […] DADA war tot, ohne Ruhm nach Staatsbegräbnis. Einfach tot. Die Dadaisten fanden sich im Privatleben wieder.“

## Das Ende der Berliner Dada-Bewegung
Die erste Dada-Messe in Berlin war der Höhepunkt und zugleich das Ende der Berliner Dada-Bewegung. Der Plan, einen Teil der Dada-Messe in einer Ausstellung der „Société Anonyme“ in New York zu zeigen, wurde nicht verwirklicht, trotz der Ankündigung am Ende des Katalogs. Katherine Sophie Dreier, die die Organisation dieser Ausstellung übernehmen wollte, soll die Werke für die Vereinigten Staaten im Juli 1920 ausgesucht haben, verschifft wurden sie in der Tat nie. Ein weiterer Grund für ein baldiges Ende des Berlin-Dada mag das politisch-destruktive Chaos gewesen sein.

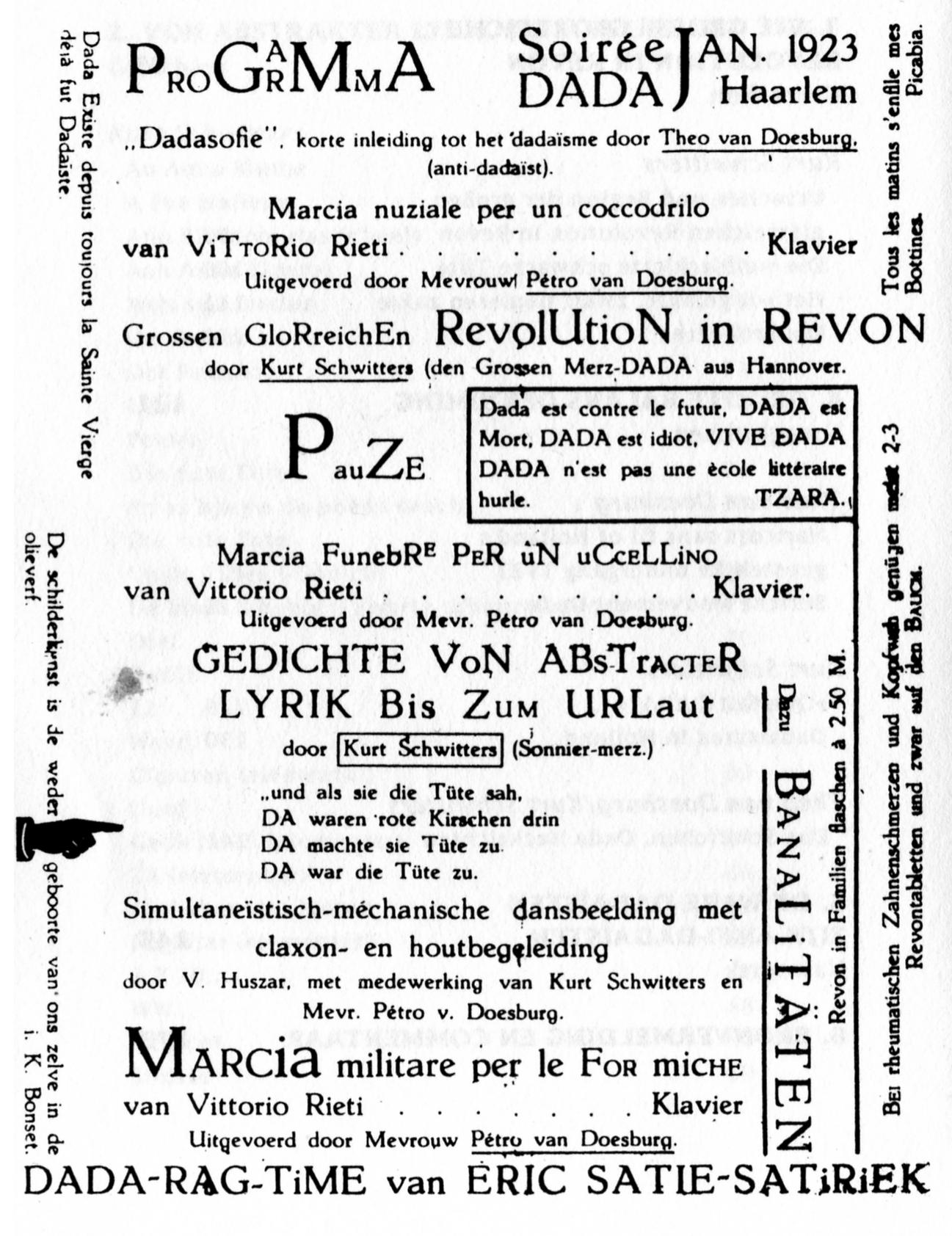
Programm der Haarlemer Veranstaltung mit Kurt Schwitters, Theo van Doesburg und einem Dada-Musikbeitrag von Erik Satie, 1923

Es gab keine feste Orientierung bei den beteiligten Künstlern: Die einen sympathisierten mit Spartakusbund, Bolschewismus und Kommunismus, während George Grosz trotz Mitgliedschaft in der KPD mit den Brüdern Herzfeld (Wieland Herzfelde und John Heartfield) eine offene Sympathie für alles Amerikanische verband. Daraus resultierte eine Art Anarchismus. Zudem gestaltete sich der Berlin-Dada wesentlich politischer als die New Yorker Dada-Bewegung, die vorrangig künstlerische Aspekte verfolgte. Auf einer Parole der Ausstellung hieß es beispielsweise: „Dada kämpft auf Seiten des revolutionären Proletariats“; dessen ungeachtet schrieb Herzfelde rückblickend in seinem Buch John Heartfield. Leben und Werk, dass das Berliner Proletariat die Parteinahme offenkundig nicht bemerkt und diese Mitstreiter sicherlich nicht gewünscht hätte, denn die Berliner Dadaisten führten zu dieser Zeit eher ein Bohèmeleben und keinen politischen Kampf. Huelsenbeck erinnerte sich an eine Nacht, in der er, Jung und die beiden Herzfelds in einer Likörstube in der Nähe des Zoologischen Gartens bis zum Morgengrauen tranken, Kokain genossen, daraufhin laut und aggressiv wurden und die exzessive Feier in Wieland Herzfeldes Atelier fortsetzten.
Ab 1922 gingen die internationalen Dadaisten getrennte Wege. Dada löste sich in eine neue Richtung der Kunst auf – den Surrealismus. Diesen Weg ging jedoch keiner der Berliner Dadaisten. Der Mitbegründer der De-Stijl-Bewegung, Theo van Doesburg, organisierte ab Januar 1923 noch einen „Dada-Feldzug“ in den Niederlanden, der das Publikum nicht mehr abschreckte. Er geriet zu einem heiteren Epilog.

## Bedeutung für die Kunstgeschichte

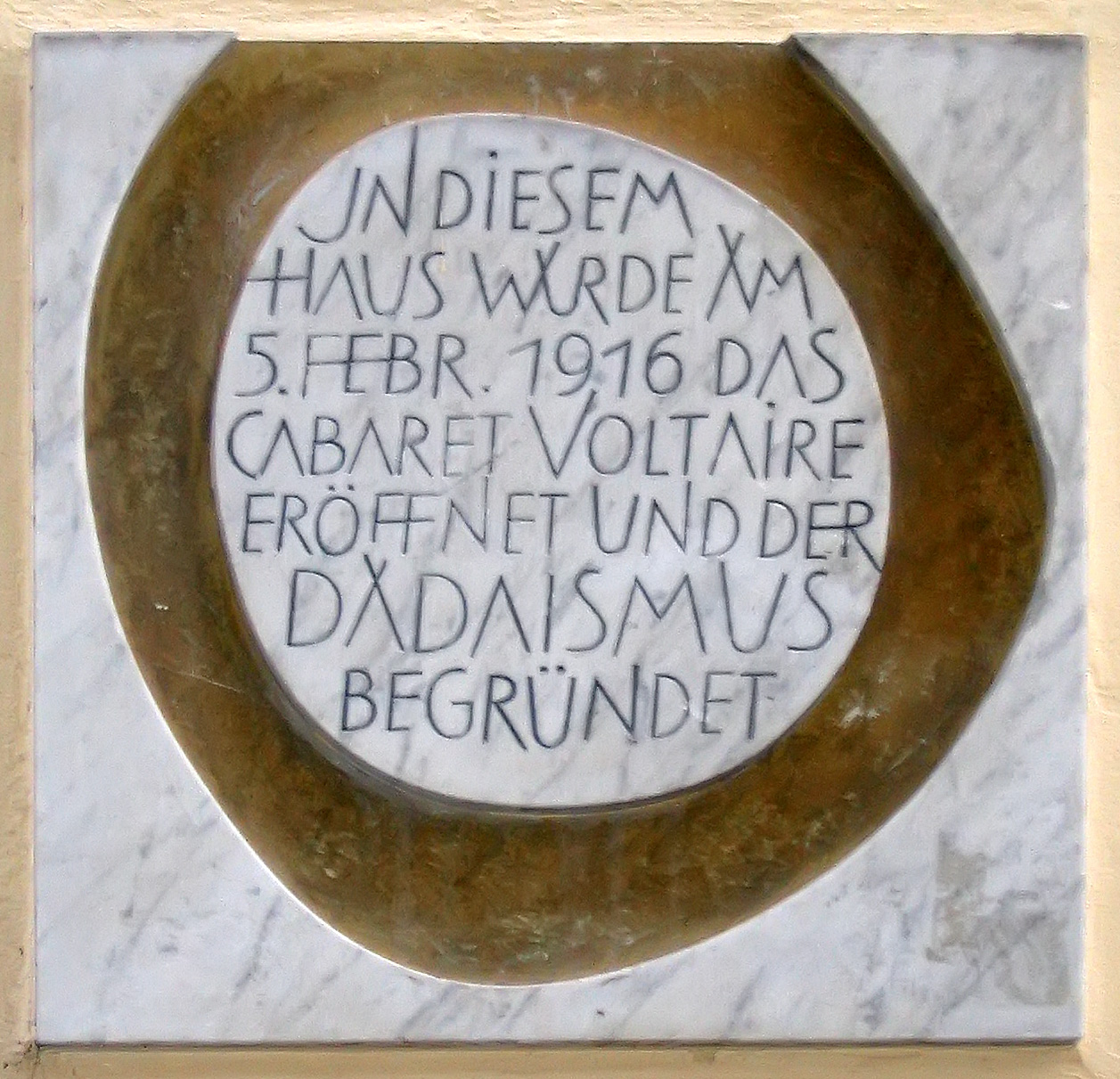
Plakette am Haus Spiegelgasse 1 in Zürich

Als am 5. Februar 1966 der Zürcher Stadtpräsident Emil Landolt am Haus Spiegelgasse 1 in Zürich die Inschrift „In diesem Haus wurde am 5. Februar 1916 das Cabaret Voltaire eröffnet und der Dadaismus gegründet“ in einem vergoldeten Nabel aus Marmor von Hans Arp enthüllte, war das eine offizielle Anerkennung des Dadaismus 50 Jahre nach seiner Gründung durch einen offiziellen Repräsentanten der Gesellschaft. Dieser Akt war gleichzeitig seine Beerdigung, denn Dada verstand sich als radikaler Protest gegen ebendiese Gesellschaft und deren Kunst.
Den Stellenwert in der Kunstgeschichte, den die Messe besitzt, zeigte beispielsweise „Die Berlinische Galerie“ im Gropius-Bau, als sie 1988/89 die Ausstellung „Stationen der Moderne. Die bedeutendsten Kunstausstellungen des 20. Jahrhunderts in Deutschland“ in Berlin eröffnete. Sie rekonstruierte zwanzig Ausstellungen aus den Jahren 1910 bis 1930, darunter die „Brücke“, der „Blaue Reiter“ und die „Dada-Messe“. Im Katalog der Galerie sind die Räume sowie die Exponate dargestellt. Im Centre Pompidou in Paris war in der bisher größten Dada-Ausstellung Ende 2005 bis Anfang 2006 der original nachgestellte Raum der Messe zu sehen, von dessen Decke der Preußische Erzengel herunterbaumelte.